# Sjors Langeveld
Georgette "Sjors" Langeveld (voorheen Mauricius; geboortenaam Wendela Hafkamp) is een personage uit de Nederlandse soapserie Goede tijden, slechte tijden. De rol werd van 2003 tot 2017 gespeeld door Inge Schrama, en van 2017 tot 2020 door Melissa Drost.

## Casting en creatie

### Achtergrond
Nadat Sjors in mei 1995 werd geboren als Wendela, duurde het nog tot januari 1996 voordat ze voor het eerst op beeld was. Ondertussen was ze bij haar moeder Martine Hafkamp in de gevangenis, waar deze een straf uitzit voor poging tot moord. In januari 1996 werd de toen baby gespeeld door Isabella van der Wulp. Aanvankelijk was het de bedoeling Wendela in de serie te houden en haar biologische vader Frits van Houten voor haar te laten zorgen, maar toen deze verhaallijn werd ontwikkeld, besloot Casper van Bohemen, de acteur die Frits speelde, te stoppen met de serie. De schrijvers zagen toentertijd geen reden om Wendela in de serie te houden en lieten haar adopteren door de familie Langeveld. Na twee en een halve maand verliet Wendela de serie. Opmerkelijk binnen deze verhaallijn was dat de personages Daniël Daniël (goeie vriend van Martine) en diens vriendin Janine Elschot de voogdij over Wendela kregen en zij ook de baby ter adoptie lieten afstaan, terwijl de inmiddels weduwe van Frits Dian Alberts de voogdij had moeten krijgen, aangezien Frits de volledige voogdij van de baby had gekregen op de dag van zijn dood.

### Terugkomst
In 2003 werd de rol van Wendela terug de serie ingeschreven, om Martine Hafkamp een reden voor een comeback te geven. De inmiddels zestienjarige Wendela, inmiddels omgedoopt tot Georgette "Sjors" Langeveld kwam terug in de serie op zoek naar haar moeder. Inge Schrama werd door een castingbureau benaderd om auditie te komen voor de rol van Sjors, omdat zij een lief gezichtje had dat precies bij de rol hoorde. Schrama zelf stond niet ingeschreven bij een castingbureau en ging alleen met haar broertje mee.
In 2012 verliet Schrama tijdelijk de serie voor een korte pauze, omdat ze vanaf dan negen jaar lang de rol van Sjors had gespeeld zonder pauzes. Alleen de vakanties had ze vrij gehad. In 2013 werd Schrama zwanger en verliet wegens haar zwangerschap tijdelijk de set. Doordat ze vervroegd met zwangerschapsverlof ging werd de rol voor zes weken overgenomen door Sanne Langelaar. Producenten waren erg onder de indruk van Langelaar die vlak daarvoor auditie had gedaan voor de rol van Monica de Klein, maar niet kreeg doordat ze te veel op Schrama zou lijken. Monica zou immers de nieuwe "vriendin" van Bing worden. In 2016 verliet Schrama voor haar tweede zwangerschap tijdelijk de serie, na haar terugkeer in maart 2017 nam Schrama zelf haar eigen naam als Ingmar Schrama weer aan. 
Op 5 juni 2017 vertrok Schrama oorspronkelijk voor tijdelijk uit de serie omdat ze kampte met een burn-out. Haar rol zou tijdelijk overgenomen worden door Melissa Drost. Hoewel het de bedoeling was dat Schrama na herstel zou terugkeren in de serie, maakte zij na twee jaar afwezigheid in 2019 bekend definitief te stoppen en niet terug te keren. Hierdoor bleef Drost de rol vertolken totdat het personage in 2020 uit de serie vertrok.

### Acteurgeschiedenis
Isabella van der Wulp
Terugkomend gastrol: 15 januari 1996 - 21 maart 1996
Ingmar Schrama
Contract: 15 mei 2003 - 2 juni 2017
Sanne Langelaar
Terugkomend gastrol: 16 april - 17 mei 2013
Melissa Drost
Terugkomend gastrol: 5 juni 2017 - 9 februari 2018
Contract: 12 februari 2018 - 17 maart 2020

## Verhaallijn
Sjors werd geboren als Wendela Hafkamp met als roepnaam Wendy. Echter zat Martine Hafkamp vast voor poging tot moord en deed Frits van Houten, Sjors' biologische vader, er alles aan om Sjors te erkennen en de voogdij te krijgen. Uiteindelijk wist Frits dit voor elkaar te krijgen, maar hij werd diezelfde avond nog vermoord. Daarna kwam Sjors terecht bij Martines beste vriend Daniël Daniël en diens vriendin Janine Elschot onder de naam Wendela van Houten. Erg opmerkelijk aangezien Dian Alberts, de weduwe van Frits, officieel de voogdij zou hebben. Echter konden Daniël en Janine de kleine Wendy niet meer verzorgen en stonden haar ter adoptie af aan de familie Langeveld. Die echter op hun beurt de naam van Wendela veranderde naar Georgette. Later zou ze zichzelf Sjors gaan noemen en keerde ze terug naar Meerdijk om haar echte moeder te zoeken. Martine werd na jaren vrijgelaten uit de gevangenis en ondanks vele meningsverschillen bouwden moeder en dochter toch een band op. Martine verdween weer uit het leven van Sjors doordat Ludo Sanders haar op een boot naar een onbekene bestemming had gezet. Martine zou twaalf jaar later terugkeren om wraak te nemen op Ludo, maar opnieuw moest Sjors weer afscheid nemen van haar moeder. Ondertussen bleek Sjors aan vaderskant ook een broer (Jack) en een zus (Wiet) te hebben.
Sjors raakte bevriend met Janine Elschot (die ze eerst voor haar moeder aanzag) en Charlie Fischer met wie zij om de charmes streed van Bing Mauricius. Sjors trok aan het langste eind en trouwde met Bing, maar dit huwelijk strandde nadat zij was vreemdgegaan met Charlies ex-vriend Milan Verhagen. Toch bleven Sjors en Bing weer bij elkaar komen; ze beviel van een dochter, Lana. De vader was niet Bing, maar Danny de Jong met wie Sjors korte tijd een relatie had en een omgangsregeling bereikte. Bing had graag ook een kind gewild met Sjors, maar zij kon en wilde niet het blijde gezinnetje met hem uithangen omdat ze bang was dat dit ten koste zou gaan van Lana. Na het overlijden van Danny trouwde Sjors opnieuw met Bing, maar ook ditmaal ging het mis omdat Bing vreemdging met Aysen Baydar die eerder Sjors had aangereden.
Later vond Sjors een bondgenoot in Aysen en namen ze wraak op Bing omdat hij de boot had verbrand waarmee hij Tim Loderus, de toenmalige echtgenoot van Sjors, zou hebben vermoord. Bing werd gearresteerd omdat hij in zijn proeftijd Aysen had geduwd. Tim bleek nog te leven; hij scheidde van Sjors en verhuisde voor zijn carrière naar het buitenland.
Sjors trouwde met de Afghaanse arts Amir Nazar, maar tijdens de bruiloft werd er een aanslag op haar gepleegd; Sjors belandde in het ziekenhuis, samen met de invalide Romy Dubois die gastvrouw was tijdens Amirs vrijgezellenavond in Lapland en ter plekke van een sneeuwscooter is gevallen. Uiteindelijk bleek Romy achter de aanslag te zitten en deed ze alsof ze invalide was omdat ze aan een persoonlijkheidsstoornis leed. Nadat de waarheid aan het licht kwam werd Romy in een kliniek opgenomen.
Het huwelijk van Sjors en Amir werd verder op de proef gesteld; tijdens dienst op de traumahelicopter werd Amir bewusteloos geslagen door een ongeduldige man omdat hij diens vrouw niet meteen wou helpen. De dader, Davy Zwanenberg, toonde berouw en reed zichzelf vervolgens dood. Amir nam Davy's zoon Bobby in huis zonder te vertellen wie hij was. De rebelse Lana werd hier ook in meegesleurd en zette het met Bobby op een vluchten nadat deze zijn eigen oom Casper had vermoord. Via een oproep op tv lukt het Sjors om Lana weer thuis te krijgen, en Bobby besloot op eigen initiatief zichzelf aan te geven. Sjors weigerde echter Bobby's advocaat te zijn; Lana nam het haar niet in dank af en vertrok naar Berlijn.
Sjors was wel Bings advocaat toen deze in een vechtscheiding was verwikkeld met Nina Sanders; op een avond zoenden ze elkaar, maar ze besloten het voor zich te houden. Bing lichtte wel Nina in, en zij dreigde om met Amir te praten als ze Bings dossier niet zou krijgen. Sjors weigerde hierop in te gaan en vertelde Amir zelf wat er is gebeurd. Haar huwelijk was voorbij, en ook Bing kon ze niet langer steunen. Sjors besloot bij Lana in Berlijn te gaan wonen.

## Relaties
- Morris Fischer (relatie, 2003)
- Milan Alberts (relatie, 2004)
- Bing Mauricius (relatie/huwelijk, 2005–2007)
- Milan Alberts (one-night-stand, 2007)
- Nick Sanders (relatie, 2008)
- Danny de Jong (relatie, 2009–2010)
- Bing Mauricius (relatie/huwelijk, 2010–2012)
- Mike Brandt (relatie, 2013)
- Bing Mauricius (affaire, 2014)
- Tim Loderus (relatie/huwelijk, 2014–2016)
- Rik de Jong (relatie, 2017)
- Tim Loderus (relatie, 2018)
- Mark de Moor (one-night-stand, 2018)
- Amir Nazar (relatie/huwelijk, 2018–2020)